# Quebracho
Quebracho és una localitat de l'Uruguai, ubicada a l'oest del departament de Paysandú.
Es troba a 38 metres sobre el nivell del mar. Té una població aproximada de 2.337 habitants.
| 1963  | 1975  | 1985  | 1996  | 2004    |
| ----- | ----- | ----- | ----- | ------- |
| 1.268 | 1.507 | 1.890 | 2.337 | {{{5}}} |